# La tarde, aquí y ahora
La tarde, aquí y ahora es un programa emitido por Canal Sur Televisión, que está producido por Índalo y Media y presentado por Juan y Medio y Eva Ruiz. Su emisión es de lunes a viernes de 15:28 a 18:00.

## Historia
El programa se emitió por primera vez el 7 de septiembre de 2009 y continúa en la actualidad.
Anteriormente existía el programa La tarde con María, presentado por María del Monte, pero éste fue sustituido por el nuevo programa de Juan y Medio, La tarde, aquí y ahora, con un estilo muy parecido al magazine de María y a Punto y Medio.

## Formato
Es un programa de magacín que se centra en el testimonio de sus invitados, así como en la actualidad, el humor y la música. El principal objetivo del programa es que las personas que se encuentran pasando un período de soledad, normalmente personas mayores, puedan conocer a personas con sus mismas características. Los invitados acuden al programa con la intención de darse a conocer, posteriormente, si alguien se interesa por ellos, contactarán los candidatos a amigos y lo que surja.
Después, cada tarde, los invitados hablan con los presentadores, exponiendo así los motivos que les han llevado a apuntarse al formato. 

## Audiencia
El programa es uno de los más vistos de la cadena, con cuotas de pantalla que oscilan entre el 9%-15% de share.
| Temporada anual | Episodios          | Audiencia          | Audiencia         | Audiencia                  |
| Temporada anual | Episodios          | Espectadores       | Cuota de pantalla | Horario                    |
| --------------- | ------------------ | ------------------ | ----------------- | -------------------------- |
| 2009            | 81                 | 364 000            | 16,0%             | Lunes-viernes, 16:32-18:31 |
| 2010            | 254                | 357 000            | 15,5%             | Lunes-viernes, 16:43-18:44 |
| 2011            | 258                | 297 000            | 12,7%             | Lunes-sábados, 16:57-18:51 |
| 2012            | 195                | 305 000            | 12,0%             | Lunes-sábados, 16:41-18:45 |
| 2013            | 255                | 353 000            | 13,5%             | Lunes-viernes, 16:05-18:31 |
| 2014            | 256                | 358 000            | 14,3%             | Lunes-viernes, 16:06-18:31 |
| 2015            | 256                | 297 000            | 11,9%             | Lunes-viernes, 15:45-18:22 |
| 2016            | 256                | 333 000            | 13,9%             | Lunes-viernes, 15:47-18:15 |
| 2017            | 257                | 320 000            | 14,0%             | Lunes-viernes, 15:47-18:20 |
| 2018            | 256                | 304 000            | 12,6%             | Lunes-viernes, 15:35-18:08 |
| 2019            | 256                | 330 000            | 14,1%             | Lunes-viernes, 15:35-17:58 |
| 2020            | 258                | 282 000            | 11,2%             | Lunes-viernes, 15:35-18:03 |
| 2021            | Datos desconocidos | Datos desconocidos | 10,9%             | Lunes-viernes, 15:35-18:00 |
| 2022            | 259                | 247 000            | 11,6%             | Lunes-viernes, 15:35-18:00 |
| 2023            | 260                | 250 000            | 12,6%             | Lunes-viernes, 15:25-18:00 |

- La tarde, fin de semana promedió durante sus 13 emisiones en 2010, 275.000 espectadores y un 10,9% de cuota, entre las 15:58 y las 18:50 horas.[6]

## Programas derivados
Debido a la buena aceptación de La tarde, aquí y ahora, Canal Sur encargó a la productora del programa, Índalo y Media, un programa para los fines de semana, llamado La tarde, Fin de semana, muy parecido a La tarde, aquí y ahora. Dicho programa contó con un total de 20 emisiones y fue presentado por Rafael Cremades y Eva Ruiz y se emitió los domingos, desde el 3 de octubre de 2010 al 13 de febrero de 2011, de 16:00 a 19:00 durante el otoño y de 18:00 a 21:00 hasta su finalización en Canal Sur.
Desde el 30 de mayo de 2016, CMM TV, emite En compañía, adaptación castellano-manchega del programa, adaptación que está producida por Índalo y Media.